# 勝部神社

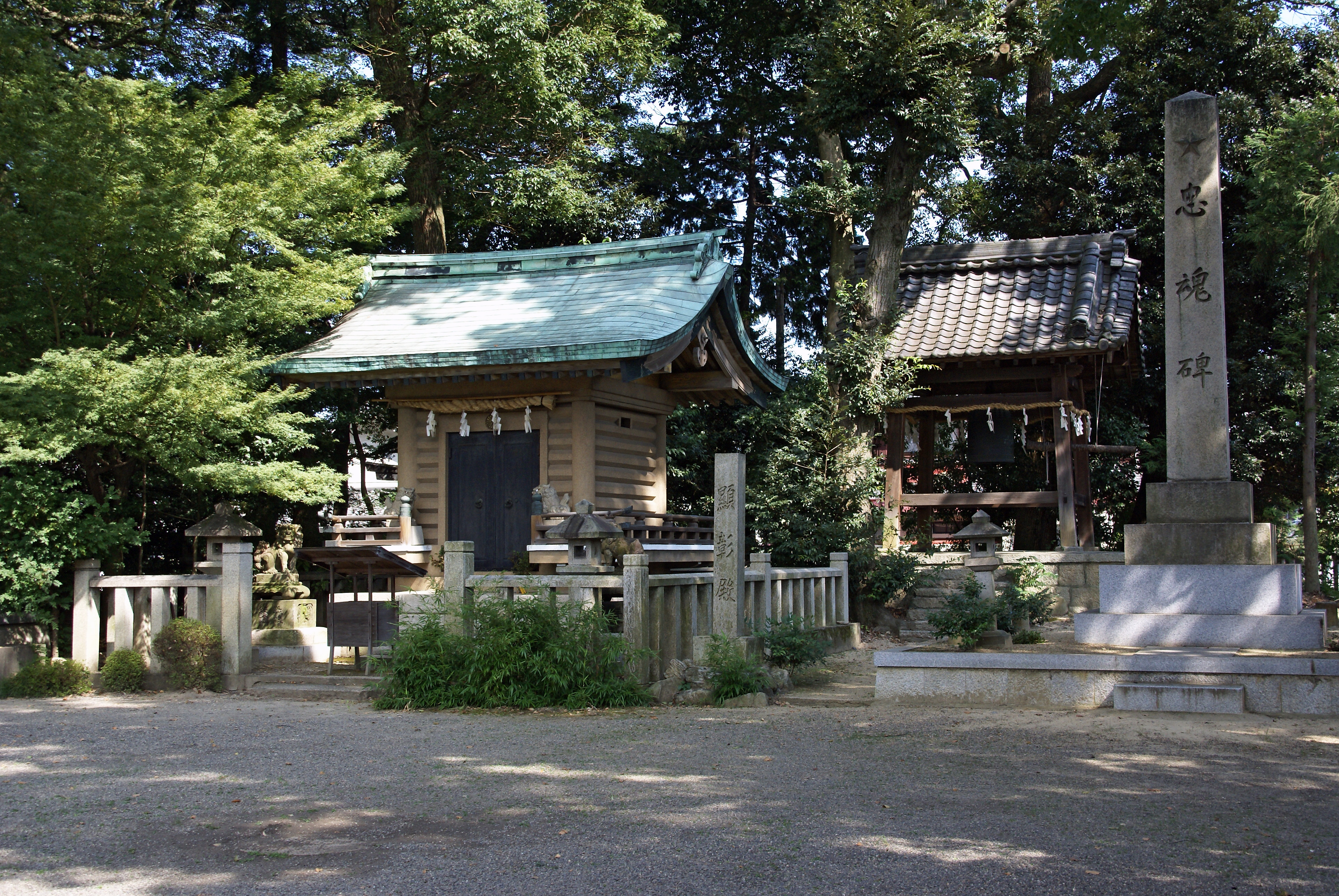
顕彰殿

勝部神社（かつべじんじゃ）は、滋賀県守山市勝部にある神社。正式名称は物部郷総社 勝部神社。戦前までは物部神社または物部大明神、勝部大明神と称されていた。旧社格は郷社で、旧物部郷の総社である。

## 歴史
大化5年（649年）8月13日に物部宿禰広国（もののべのすくねひろくに）が物部郷勝部村の現在地に祖神を祀り、物部大明神と称したのが起源とされる。仁寿元年（851年）正月には正六位上を、元慶6年（882年）10月には従五位下の神位を授かる。
室町時代には近江守護六角氏により篤い信仰を受けており、六角軍が出陣する際にはその旗竿は決まって当社の竹林の竹を使用するほどであった。三間社流造檜皮葺の本殿は明応6年（1497年）に六角高頼の寄進により再建されたものである。
元亀年間（1570年 - 1573年）には織田信長が野洲郡・栗太郡の起請文60通を当社に納めている。文禄3年（1594年）8月には豊臣秀次によって神田の寄進と本殿の修理が行われている。
江戸時代には当地一帯に守山宿が設けられ、宿場町とともに隆盛した。
1913年（大正2年）に国の特別保護建造物（現行法の重要文化財に相当）に指定されている。
江戸時代まで当社は物部神社または物部大明神と呼ばれてきたが、明治時代の初めに勝部神社に改めている。1931年（昭和6年）、郷社に列せられる。
境内に鎮守の森を有している。
顕彰殿と忠魂碑は郷土出身の戦没者の霊を安めるための施設として戦前に建立されたものである。

## 祭神
- 主祭神 - 物部布津神（天火明命・宇麻志間知命・布津主神）
- 合祀神 - 住吉神・猿田彦命

## 境内
- 本殿（重要文化財） - 明応6年（1497年）に六角高頼によって再建。三間社流造[1]、檜皮葺。
- 拝殿
- 産土社
- 顕彰殿
- 祓所
- 鐘楼 - 神仏習合時代の名残である。
- 社務所

## 文化財

### 重要文化財
- 本殿[1]

### 滋賀県選択無形民俗文化財
- 松明祭 - 通称「勝部の火祭り」。800年の歴史を持つ滋賀県の三大火祭りの一つ。毎年1月第2土曜日に行われる[1]。保存団体は勝部神社松明組。

## 所在地
〒524-0041 滋賀県守山市勝部1丁目8-8

## 交通アクセス
- JR東海道本線（琵琶湖線）守山駅から徒歩10分